# Барра-ду-Корда

Барра-ду-Корда на карте штата.

Барра-ду-Корда (порт. Barra do Corda) — муниципалитет в Бразилии, входит в экономико-статистический микрорегион Алту-Меарин-и-Гражау, являющийся частью мезорегиона Центр штата Мараньян.

## География
Барра-ду-Корда находится на северо-востоке Бразилии, на слиянии рек Меарин и Корда
Расстояние до:
Тунтун (72 км), Эсперантинополис (79 км), Пресиденте-Дутра (86 км), Посан-ди-Педрас (90 км), Сан-Домингус-ду-Мараньян (100 км), Гражау (103 км), Педрейрас (123 км), Мирадор (137 км).

## Демография
Занимает 360 место по численности населения в своей стране, 11 место в  регионе. Плотность населения — 15,96 чел./км². Согласно сведениям, собранным в ходе переписи 2010 г. Национальным институтом географии и статистики (IBGE), население муниципалитета составляет:
| Полное население                               | Полное население                               | Полное население                               | Полное население                               | 82 830 |
| ---------------------------------------------- | ---------------------------------------------- | ---------------------------------------------- | ---------------------------------------------- | ------ |
| в том числе:                                   | Городское население                            | 51 648                                         | Процент городского населения, %                | 62,35  |
|                                                | Сельское население                             | 31 182                                         | Процент сельского населения, %                 | 37,65  |
|                                                | Мужское население                              | 41 656                                         | Процент мужского населения, %                  | 50,29  |
|                                                | Женское население                              | 41 174                                         | Процент женского населения, %                  | 49,71  |
| Плотность населения, чел/км²                   | Плотность населения, чел/км²                   | Плотность населения, чел/км²                   | Плотность населения, чел/км²                   | 15,96  |
| Население муниципалитета в % к населению штата | Население муниципалитета в % к населению штата | Население муниципалитета в % к населению штата | Население муниципалитета в % к населению штата | 1,26   |

По данным оценки 2016 года, население муниципалитета составляет 86 151 житель. Следует помнить, что данные о городском населении постоянно изменяются и в большинстве случаев невозможно сделать точный подсчёт.

## История
Дата основания города или первого упоминания неизвестны. Официальная дата образования муниципалитета — 1939 год.

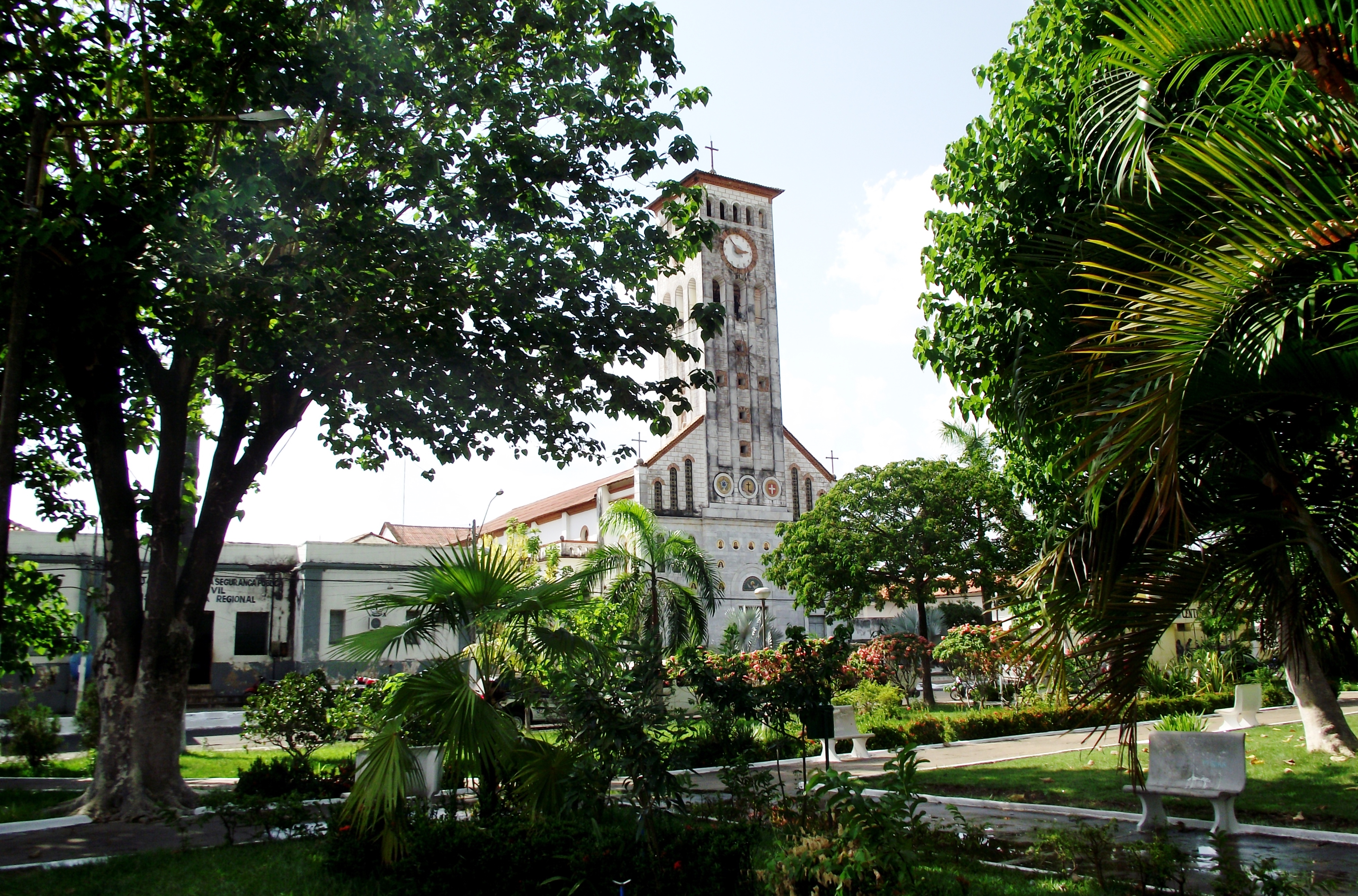
Barra do Corda

### Климат
Климат Барра-ду-Корда классифицируется как тропический: горячее и дождливое лето и мягкая, сухая зима. Среднее количество осадков в Барра-ду-Корда составляет 1122,5 мм годовых, с дождями в период с октября по апрель, дождливый месяц — март с (218,9 мм), сухой месяц — июль с (7,8 мм). Солнечных дней в году — 217.
| Показатель                    | Янв. | Фев. | Март | Апр. | Май  | Июнь | Июль | Авг. | Сен. | Окт. | Нояб. | Дек. | Год  |
| ----------------------------- | ---- | ---- | ---- | ---- | ---- | ---- | ---- | ---- | ---- | ---- | ----- | ---- | ---- |
| Абсолютный максимум, °C       | 37   | 35   | 35   | 34   | 35   | 36   | 37   | 39   | 40   | 40   | 39    | 40   | 40   |
| Средний суточный максимум, °C | 30,4 | 30,2 | 30,2 | 30,4 | 30,8 | 31,3 | 32,0 | 33,4 | 34,2 | 33,4 | 33,0  | 31,6 | 31,7 |
| Средняя температура, °C       | 25,1 | 25,0 | 25,0 | 25,2 | 24,9 | 24,6 | 24,4 | 25,5 | 27,0 | 27,4 | 26,5  | 25,8 | 25,5 |
| Средний суточный минимум, °C  | 21,5 | 21,6 | 21,8 | 21,7 | 20,9 | 19,5 | 18,7 | 19,1 | 21,1 | 22,1 | 22,2  | 21,9 | 21,0 |
| Абсолютный минимум, °C        | 18   | 18   | 18   | 18   | 15   | 12   | 12   | 10   | 13   | 14   | 16    | 18   | 10   |
| Норма осадков, мм             | 171  | 179  | 218  | 204  | 59   | 20   | 7    | 11   | 20   | 39   | 65    | 123  | 1122 |

## Туризм
Барра-ду-корда известен как туристический город, прежде всего из-за того, что он омывается двумя реками с чистой водой, на которых много водопадов и порогов. В городе проводятся карнавалы, привлекающие туристов, посещающих город именно в этот период. Через город проходит дорога BR-226, она пересекает Новый мост на реке Меарим и выходит к центральной площади, на которой проходят праздничные карнавалы и другие шоу. Рядом находится крытый рынок, церковь Санта — Giana Bereta Matrix, церковь святого Франсиско и Муниципальный зал Эдсон Лобао, а также бары, рестораны и закусочные.

## Статистика
- Валовой внутренний продукт на 2003 год составляет 98 475 795,00 реалов (данные: Бразильский институт географии и статистики).
- Валовой внутренний продукт на душу населения на 2003 год составляет 1250,36 реалов (данные: Бразильский институт географии и статистики).
- Индекс развития человеческого потенциала на 2000 год составляет 0,618 (данные: Программа развития ООН).